# きらりん
きらりんは、新潟市社会福祉協議会のマスコットキャラクター。
http://www.syakyo-niigatacity.or.jp/wp-content/uploads/2012/08/kirarin-287x300.jpg

## 概要
「ゆるキャラ」と称されるキャラクターの一つ。社会福祉協議会の掲げる「福祉のまちづくり」「ボランティア活動や福祉教育推進」の啓蒙活動を行っている。
2008年4月、新潟市社会福祉協議会ボランティアセンターの20周年を記念してマスコットキャラクターのデザインを全国公募し、524点の応募の中から同年7月に決定した。作者は大阪市のイラストレーター。「ボランティアの心（ハート）をモチーフに、出会う誰もがほんわかと優しい気持ちになるようデザインされている」とされる。
その後、新潟市民から愛称を募集したところ852点の応募があり、11月、市内の幼稚園女児（当時年長）の応募案から「きらりん」と名付けられた。ネーミングには「ボランティアのキラキラした笑顔や、凛とした心、出会い・人生・地域がきらりんと輝くイメージなどが込められている」とされる。
同月、滋賀県の「大津市ボランティアフェスティバル」にて開催された「全国社協ゆるキャラコンテスト」において、38種類のキャラクターの中から、人気投票1位の「きらり賞」に選出。
2009年2月、新潟市社会福祉協議会のキャラクターへ昇格。同年5月、ボランティアグループ「手作りを楽しむ会」の寄付により着ぐるみが誕生。新潟市内の福祉関係団体等に貸し出され、社協事業や地域のお祭り、福祉イベントなどで活躍している。
新潟市社協ボランティアセンターから毎月発行されている『ボランティア情報にいがた きらりん』では、4コマ漫画『kirarinよんコマ劇場』（「TAKA」作。大学生ボランティア「あにゃ」担当の月も有り）が連載中。漫画オリジナルのゆるキャラとして「ランくん」「ティーアちゃん」「カッテくん」が登場している。
外観はうさぎのようにも見えるが、『よんコマ劇場』に出てくる後ろ姿（イラストカット）ではおしりにしっぽが無く（2008年12月号）、種族は不明。
新潟市にある8つの行政区の各イメージカラーから、東区社会福祉協議会はアクアブルーのきらりん、西区社会福祉協議会はサンセットオレンジのきらりんといったように、色違いのキャラクターも展開されており、広報紙やイベント時のグッズ（うちわ・シール・マグネット等）に活用されている。

## プロフィール
- 誕生日 - 2008年7月16日
- 性別 - 特に決まっていない（または、どちらでもない）
- 出身地 - 新潟市
- 現住所 - 新潟県新潟市中央区八千代1-3-1新潟市総合福祉会館
- 特技 - 空を飛べる（宙に浮ける）。魔法が使える。
- 好きな食べ物 - いちご大福（「一期一会を大切に大きな幸せへ」の意味が込められている）
- 目標 - 誰もが暮らしやすいしあわせな町づくりの推進。ボランティア活動の応援。

## 歴史
- 2008年
  - 4月21日 - 「新潟市ボランティアセンター」のマスコットキャラクター募集開始。
  - 7月16日 - キャラクターデザイン決定。この日が誕生日とされている。
  - 9月1日 - 新潟市民より、愛称の募集を開始。
  - 9月20日 - 全国ボランティアフェスティバルにいがた大会にて、キャラクターがプリントされたせんべいを発売。
  - 11月1日 - 愛称が「きらりん」に決定。
  - 11月23日 - 大津市ボランティアフェスティバル「全国社協ゆるキャラコンテスト」にて、38種類のキャラクターの中から人気投票1位「きらり賞」に選出。
- 2009年
  - 2月21日 - 「地域福祉推進フォーラム」にて、きらりんが新潟市社会福祉協議会のキャラクターに昇格。
  - 3月18日 - 商標登録出願。（商標出願2009-024345）
  - 5月21日 - ボランティアグループ「手作りを楽しむ会」より着ぐるみ寄贈。
  - 9月1日 - PHP文庫「全国ご当地キャラがよくわかる本」掲載。ひこにゃんらと共に表紙へ登場。
  - 10月2日 - 商標登録。（登録第5268214号）
  - 10月25日 - 「新潟市民健康福祉まつり」にて『きらりんダンス』お披露目。
  - 12月25日 -　にいがた愛いっぱいキャンペーン終了、合計2万人以上が参加
- 2010年
  - 4月1日 - 南区の住民バス（レインボー号）に、ブリーズブルー色のきらりん登場。
  - 8月 - 新潟まつりのゆるキャラきらきらパレードや、民謡流しにきらりんも参加。
  - 11月12日 - NSTテレビ番組【信越ゆるキャラ王座決定戦】出演
  - 12月25日 - にいがた愛いっぱいキャンペーン（新潟市社会福祉協議会）にて、新潟市8区社協で8カラーきらりん缶バッジが配布された。
- 2011年
  - 8月6日 - 新潟まつりの「キラキラパレード」と「ゆるキャラ（Ｒ）サミットin新潟」に参加。